# سام ميرسير
سام ميرسير (بالإنجليزية: Sam Mercer)‏ هو منتج أفلام أمريكي، ولد في القرن العشرين في الولايات المتحدة.

## وصلات خارجية
- سام ميرسير على موقع IMDb (الإنجليزية)
- سام ميرسير على موقع بوكس أوفيس موجو (الإنجليزية)
- سام ميرسير على موقع قاعدة بيانات الفيلم (الإنجليزية)